# Deh Now (ort i Kerman)
Deh Now (persiska: ده نو, Dehnow’īyeh) är en ort i Iran.   Den ligger i provinsen Kerman, i den centrala delen av landet, 700 km sydost om huvudstaden Teheran. Deh Now ligger 1 458 meter över havet och antalet invånare är 489.
Terrängen runt Deh Now är platt åt nordost, men åt sydväst är den kuperad.Runt Deh Now är det glesbefolkat, med 15 invånare per kvadratkilometer. Närmaste större samhälle är Fatḩābād, 16,0 km öster om Deh Now. Trakten runt Deh Now är ofruktbar med lite eller ingen växtlighet.